# Alam Qahramana
Alam Qahramana, var en qahramana i tjänst vid abbasidernas harem under kalifen Al-Mustakfis regeringstid 944-946.
Hon var ursprungligen från Persien och hette Husn, innan hon placerades som slav i kalifens harem, där hon fick namnet Alam. 
Hon åtnjöt ett enormt inflytande under Mustakfirs korta regeringstid. Hon slöt allians med arméns befälhavare Tuzun, och tillsammans använde de sina positioner för att regera landet och gynna varandra. Miskawayh uppger att hon inspekterade armén i ett särskilt råd kallat Hudan, och använde hennes inflytande som ett exempel på förfallet av kalifatets ämbete under Al-Mustakfi. 
År 945 avsattes och arresterades kalifen i en kupp av Mu'izz al-Dawla, som även grep Alam, anklagade henne för att motarbeta honom och lät skära av henne tungan och konfiskera hennes egendom.